# .бг
.бг (Punycode: .xn--90ae; България) — ранее запланированный национальный домен верхнего уровня для Болгарии.
24 октября 2007 года Болгарская Ассоциация UniNet объявила, что они представят на рассмотрение предложение по созданию домена .бг
23 июня 2008 года правительство Болгарии официально объявило о своём намерении зарегистрировать домен в письме Пламена Вачкова (болг.), председателя болгарского государственного агентства по информационным технологиям и связи, к Полу Туми, президенту ICANN. Использование интернационализированных доменов верхнего уровня было одобрено ICANN 30 октября 2009 года.
В мае 2010 ICANN отклонила домен .бг из-за визуального сходства с бразильским доменом .br
7 ноября 2014 года, заявка на домен .бг, была одобрена ICANN, в скором времени регистратор будет назначен правительством Болгарии, а домен получит свой реестр.